# 中华人民共和国国防部部长
中华人民共和国国防部部长，简称国防部长，是中华人民共和国国防部的行政首长，属于国家公务员，均由中国人民解放军现役军人担任，是目前国务院组成部门负责人中唯一的现役军人。
此职位设立于1954年第一届全国人民代表大会第一次会议。自1980年代起，一般情况下，中华人民共和国国防部部长由国务委员兼任，由主持军委日常工作的中央军委委员以上级别军人出任。
1983年以来，中华人民共和国国防部不再设立国防部副部长职位。国防部是目前唯一一个只设正职负责人的国务院组成部门。

## 产生方法
中华人民共和国国防部部长由新产生的国务院总理在全国人民代表大会上提名，由全国人大代表投票表决通过产生，由时任国家主席根据全国人民代表大会投票结果任命。

## 历任部长
| 肖像和 姓名                        | 籍贯     | 任前要职要情                                                                          | 在任时期                      | 同期他职                                                                              | 所属政党   | 时任总理        | 时任军委主席    | 任内要情                                               | 任后要职要情 |
| ---------------------------------- | -------- | ------------------------------------------------------------------------------------- | ----------------------------- | ------------------------------------------------------------------------------------- | ---------- | --------------- | --------------- | ------------------------------------------------------ | --- |
| 彭德怀元帅                         | 湖南湘潭 | 中央人民政府人民革命军事委员会副主席 中国人民志愿军司令员兼政治委员                   | 1954年9月28日－1959年9月17日  | 中共中央政治局委员 国务院副总理 国防委员会副主席                                      | 中国共产党 | 周恩来          | 毛泽东          | 第一次台湾海峡危机 金门炮战                            | 庐山会议后被撤职，打成彭德怀反党集团的首要分子                                                                                   |
| 林 彪元帅 （1965年取消军衔制）     | 湖北黄冈 | 国务院副总理 国防委员会副主席                                                         | 1959年9月17日－1971年9月13日  | 党章规定的毛泽东接班人 “副统帅” 中共中央副主席 中共中央军委副主席 国务院副总理        | 中国共产党 | 周恩来          | 毛泽东          | 中印战争 珍宝岛事件 林副主席指示第一号令 九一三事件    | 九一三事件中身亡 |
| 空缺                               |          |                                                                                       |                               |                                                                                       |            |                 |                 |                                                        | |
| 叶剑英元帅 （当时军衔制已取消）    | 广东梅县 | 国防委员会副主席                                                                      | 1975年1月17日－1978年2月26日  | 中共中央副主席 中共中央军委副主席                                                     | 中国共产党 | 周恩来 → 华国锋 | 毛泽东 → 华国锋 | 怀仁堂政变                                             | 中共中央副主席 全国人大常委会委员长 中共中央军委副主席 国家中央军委副主席                                                        |
| 徐向前元帅 （当时军衔制已取消）    | 山西五台 | 第三至四届全国人大常委会副委员长 国防委员会副主席                                     | 1978年2月26日－1981年3月6日   | 中共中央政治局委员 国务院副总理 中共中央军委副主席                                    | 中国共产党 | 华国锋 → 赵紫阳 | 华国锋          | 1979年1月1日起奉命下令停止炮击金门 中越战争            | 中共中央政治局委员、中共中央军事委员会副主席 国家中央军委副主席                                                                  |
| 耿 飚 （因是文人部长而无军衔）     | 湖南醴陵 | 中共中央军委常务委员兼秘书长                                                          | 1981年3月6日－1982年11月19日  | 中共中央政治局委员 国务院副总理→国务委员                                              | 中国共产党 | 赵紫阳          | 华国锋 → 邓小平 | 习近平时任耿飚秘书                                     | 第六届全国人大会常委员会副委员长、全国人大外事委员会主任委员                                                                     |
| 张爱萍上将 （当时军衔制已取消）    | 四川达县 | 副总参谋长                                                                            | 1982年11月19日－1988年4月12日 | 国务院副总理 中共中央军委副秘书长 国家中央军委委员                                    | 中国共产党 | 赵紫阳          | 邓小平          | 百万大裁军 赤瓜礁海战                                  | 中共中央顾问委员会常委会委员 |
| 秦基伟上将 （1988年9月恢复军衔制） | 湖北红安 | 北京军区司令员                                                                        | 1988年4月12日－1993年3月29日  | 中共中央政治局委员 国务委员 中共中央军委委员 国家中央军委委员                         | 中国共产党 | 李鹏            | 邓小平 → 江泽民 | 六四事件                                               | 第八届全国人大常委会副委员长 |
| 迟浩田上将                         | 山东招远 | 总参谋长                                                                              | 1993年3月29日－2003年3月17日  | 国务委员 中共中央军委副主席 国家中央军委副主席 《中华人民共和国国防法》起草委员会主任 | 中国共产党 | 李鹏 → 朱镕基   | 江泽民          | 江泽民下令军队停止经商 1996年台海飛彈危機 中美撞机事件 | 退休 |
| 曹刚川上將                         | 河南舞钢 | 国防科工委主任 →第一任总装备部部长                                                    | 2003年3月17日－2008年3月17日  | 中共中央政治局委员 国务委员 中共中央军委副主席 国家中央军委副主席                     | 中国共产党 | 温家宝          | 江泽民 → 胡锦涛 | 胡温体制上台                                           | 退休 |
| 梁光烈上將                         | 四川三台 | 20军军长 →54军军长 →北京军区参谋长→副司令员 →沈阳军区司令员 →南京军区司令员 →总参谋长 | 2008年3月17日－2013年3月16日  | 国务委员 中共中央军委委员 国家中央军委委员                                            | 中国共产党 | 温家宝          | 胡锦涛          | 主持军委日常工作                                       | 退休 |
| 常万全上將                         | 河南南阳 | 47军军长 →北京军区参谋长 →沈阳军区司令员 →总装备部部长                                | 2013年3月16日－2018年3月19日  | 国务委员 中共中央军委委员 国家中央军委委员                                            | 中国共产党 | 李克强          | 习近平          | 深化国防和军队改革                                     | 退休 |
| 魏凤和火箭军上将                   | 山东茌平 | 副总参谋长 →第二炮兵司令员 →火箭军司令员                                              | 2018年3月19日－2023年3月12日  | 国务委员 中共中央军委委员 国家中央军委委员                                            | 中国共产党 | 李克强          | 习近平          | 深化国防和军队改革                                     | 2023年9月，因涉嫌严重违纪违法被中央军委纪检部门立案审查。2024年6月，被开除党籍、移送司法，并被宣布开除军籍、取消火箭军上将军衔。 |
| 李尚福陆军上将                     | 江西兴国 | 总装备部副部长 →战略支援部队参谋长 →装备发展部部长兼载人航天工程总指挥                | 2023年3月12日－2023年10月24日 | 国务委员 中共中央军委委员 国家中央军委委员                                            | 中国共产党 | 李强            | 习近平          | 深化国防和军队改革                                     | 全國人大常委通過免去李尚福的國務委員、國防部長及中央軍委委員職務職務，被开除党籍、移送司法，并被宣布开除军籍、取消陆军上将军衔   |
| 空缺                               |          |                                                                                       |                               |                                                                                       |            |                 |                 |                                                        | |
| 董 军海军上将                      | 山东烟台 | 东海舰队副司令员 →海军副参谋长 →南部战区副司令员 →海军副司令员 →海军司令员            | 2023年12月29日－現任          |                                                                                       | 中国共产党 | 李强            | 习近平          |                                                        | |

## 在世前任部长
截至2025年3月，在世的前国防部长共有5位：
| 姓名             | 任期                         | 出生日期與年齡     |
| ---------------- | ---------------------------- | ------------------ |
| 迟浩田上将       | 1993年3月29日—2003年3月17日  | 1929年7月（95歲）  |
| 曹刚川上将       | 2003年3月17日—2008年3月17日  | 1935年12月（89歲） |
| 常万全上将       | 2013年3月16日—2018年3月19日  | 1949年1月（76歲）  |
| 魏凤和火箭军上将 | 2018年3月19日—2023年3月12日  | 1954年2月（71歲）  |
| 李尚福上将       | 2023年3月12日—2023年10月24日 | 1958年2月（67歲）  |

最近一位去世的前中華人民共和國國防部部長是梁光烈上將，於2024年11月12日去世，享年83歲。